# 海光四村
海光四村位於高雄市鳳山區，1964年為國民政府遷台後所興建的眷村之一，村內居民多為海軍陸戰隊軍官及其眷屬。規劃至2013年底就會拆遷完畢。
未來海光四村將搬遷至【鳳山新城國宅】(原址是工協新村)，與成功新村、慈暉一村、慈暉二村、慈暉四村、慈暉五村、黃埔新村、黃埔四村、黃埔五村等組合而成的大型新社區，因與鳳山區清朝時舊城名稱鳳山新城同名，有繼往開來不凡的意義！

## 外部連結
1.海光四村照片 by Toby 
http://album.blog.yam.com/album.php?userid=toby1458&folder=8273818
2.海光四村臉書 http://www.facebook.com/Haiguang.4th.Village
3.海光四村改建後國宅【鳳山新城國宅】臉書 http://www.facebook.com/fengshan.newtown.Public.housing